# Symphylurinus strangei
Symphylurinus strangei är en urinsektsart som beskrevs av Smith 1960. Symphylurinus strangei ingår i släktet Symphylurinus och familjen Projapygidae. Inga underarter finns listade i Catalogue of Life.